# Jean IV d'Oldenbourg
Pour les articles homonymes, voir Jean IV.
Jean IV est un prince de la maison d'Oldenbourg mort le 6 octobre 1356. Il règne sur le comté d'Oldenbourg de 1345 à sa mort.

## Biographie
Jean IV est le fils aîné du comte Jean III et de son épouse Mathilde de Bronckhorst. Il est attesté comme comte à partir de 1345 aux côtés de son oncle Conrad Ier. Il semble avoir occupé une position subalterne vis-à-vis de ce dernier jusqu'à sa mort, après quoi il apparaît sur un pied d'égalité avec son cousin Conrad II, le fils de Conrad Ier. Il est le dernier descendant de Jean III à régner : le comté se transmet ensuite uniquement parmi les descendants de Conrad Ier.

## Mariages et descendance
Jean IV a deux fils d'une femme inconnue, Othon et Conrad, attestés en 1357.